# Joseph Friedenson
Joseph Friedenson (né en avril 1922 à Łódź, en Pologne et mort le 23 février 2013 à Manhattan, New York) est un rescapé de la Shoah américain, d'origine polonaise, historien de la Shoah, journaliste et éditeur du Dos Yiddishe Vort.

## Biographie
Joseph Friedenson, est né en avril 1922 à Łódź, en Pologne. Il est le fils du rabbin Eliezer Gershon (Layzer) Friedenson (1899-1943), assassiné durant la Shoah polonaise, un des leaders de l' Agoudat Israel en Pologne, éditeur du journal du mouvement Bais Yaakov et de son programme d'études. Sa mère est Esther Baila (Pelberg) Friedenson.

## Œuvres
- (en) Joseph Friedenson. Yaakov Rosenheim memorial anthology. 1968
- (en) Joseph Friedenson. A history of Agudath Israel. 1970.
- (en) Joseph Friedenson et David Kranzler. Heroine of Rescue. The incredible story of Recha Sternbuch who saved thousands from the Holocaust. Mesorah: Brooklyn, New York, 1984, 1999.  (ISBN 0-89906-460-4)
- (en) Torah Leaders. A Treasure of biographical sketches. (By The Jewish Observer). ArtScroll/Mesorah.  (ISBN 1578197732),  (ISBN 9781578197736). Voir, Joseph Friedenson, Sorah Shapiro (translation), Chaim Shapiro. Novardok...to Paris. Rabbi Gershon Liebman zt"l.
- (en) Joseph Friedenson. Dateline, Istanbul : Dr. Jacob Griffel's lone odyssey through a sea of indifference. 1993[5].
- Joseph Friedenson. Pinḳes Lodzsh : a yizkor-bukh fun der shṭot fun Toyreh u-gduleh. 2005. En Yiddish.